# Копище (Коростенський район)
Копи́ще — село в Україні, в Коростенському районі Житомирської області. Входить до складу Олевської міської громади. Населення становить 983 осіб.

## Географія
На північному сході від села річка Глушковицький впадає у річку Уборть.
На сході від села бере початок річка Вішалка, права притока Уборті.

## Історія
Під час організованого радянською владою Голодомору 1932—1933 років померло щонайменше 13 жителів села.
13 липня 1943 року в с. Копище сталася одна з найжахливіших трагедій України: нацистські загарбники влаштували каральну операцію «Фрау Хельга» (пані Ольга), метою якої було повне знищення жителів села. За один день розстріляли 2887 мирних жителів, з них 1347 дітей віком до 12 років. Врятувались лише четверо дорослих та 46 дітей. Злочин окупантів та їх поплічників проти мирних мешканців села описаний у повісті Михайла Рубашова «Копищанська трагедія» (1970).
Колишній орган місцевого самоврядування — Копищенська сільська рада.

## Населення
Згідно з переписом УРСР 1989 року чисельність наявного населення села становила 943 особи, з яких 461 чоловік та 482 жінки.
За переписом населення України 2001 року в селі мешкала 971 особа.

### Мова
Розподіл населення за рідною мовою за даними перепису 2001 року:
| Мова       | Відсоток |
| ---------- | -------- |
| українська | 97,76 %  |
| білоруська | 1,83 %   |
| вірменська | 0,20 %   |
| російська  | 0,20 %   |

## Загальноосвітня школа
Копищенська ЗОШ І—III ступенів.

## Культурно-освітні заклади
Комунальний заклад «Музей історії села Копище». В етнографічному розділі представлені предмети традиційного побуту поліщуків, народний одяг, вишиті рушники.

## Пам'ятки
- Урочище Хилятин — гідрологічний заказник місцевого значення.
- Меморіальний комплекс Копищенської трагедії, що розташований у Меморіальному парку в центрі села.